# Can’t Wait Until Tonight

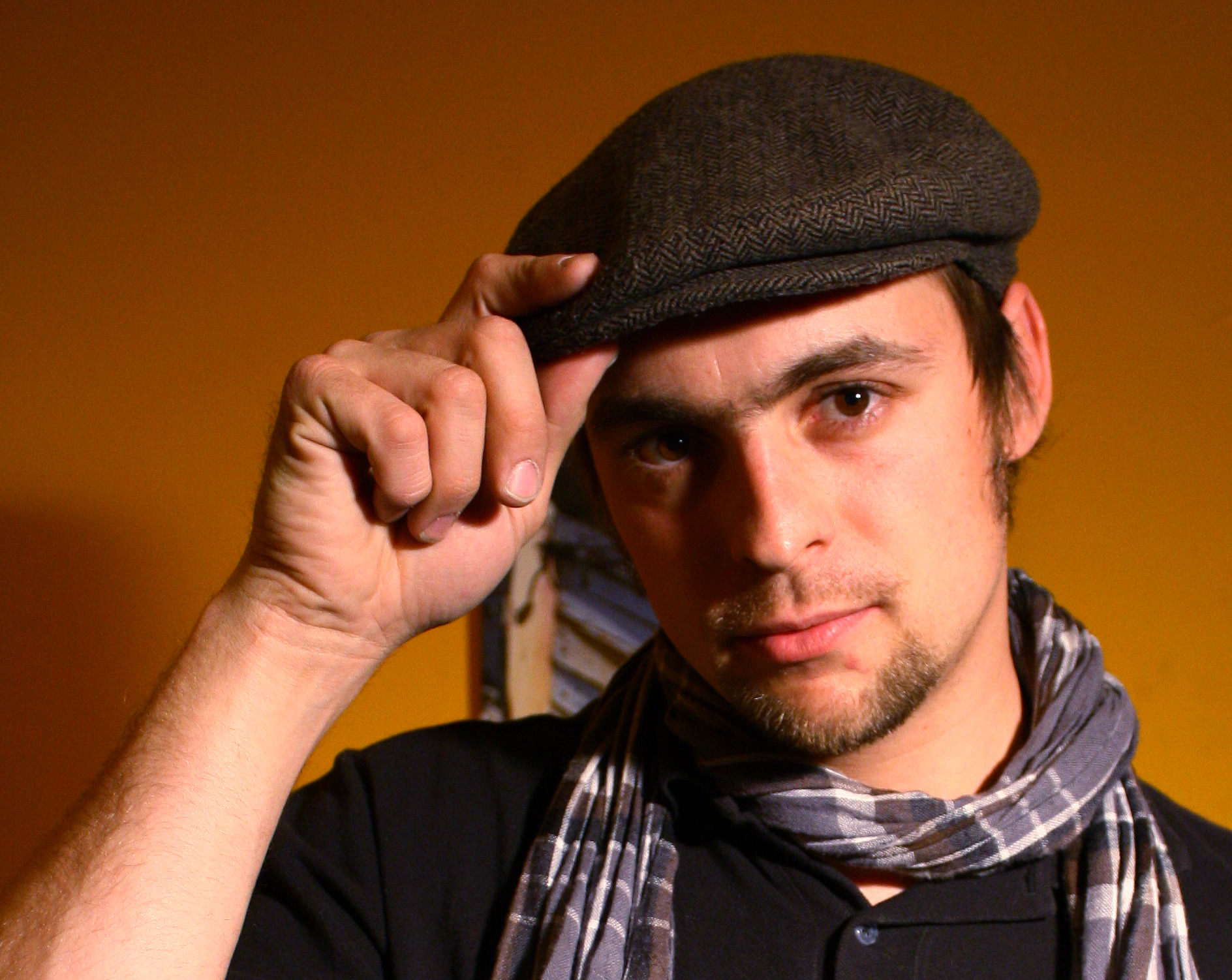
Max Mutzke feierte mit dem Lied sein Debüt

Can’t Wait Until Tonight ist der deutsche Beitrag zum Eurovision Song Contest 2004, der von Max Mutzke und einem Teil der Band heavytones präsentiert wurde. Geschrieben wurde das Lied von Stefan Raab. Es war nach den Beiträgen Guildo hat euch lieb und Wadde hadde dudde da? der dritte Beitrag von Stefan Raab zum Eurovision Song Contest. Im Lied selbst geht es um einen Mann, der auf einen gemeinsamen Abend mit seiner großen Liebe wartet. Im schwarz-weißen Musikvideo ist Max zusammen mit den heavytones beim Musizieren zu sehen. Für Max Mutzke bedeutete das Lied den Beginn seiner Karriere, er wurde kurz zuvor bei der Veranstaltung Stefan sucht den Super-Grand-Prix-Star von Stefan Raab entdeckt.

## Vorentscheid
Der deutsche Vorentscheid fand am 19. März 2004 in Berlin-Treptow statt und wurde von Sarah Kuttner und Jörg Pilawa moderiert. Auf Grund einer Regeländerung und der Cooperation der Sender NDR und VIVA, mussten die jeweiligen Lieder im Vorfeld als Musikvideo auf VIVA zu sehen sein. Beim Vorentscheid beteiligten sich unter anderem Scooter (Jigga Jigga!), Tina Frank (Ich schenk’ dir mein Herz) und Sabrina Setlur feat. Glashaus & Franziska (Liebe). Max Mutzke gewann den Vorentscheid in beiden Durchgängen mit einem deutlichen Vorsprung (1. 67 %, 2. 92,05 %).

## Eurovision Song Contest
Der Eurovision Song Contest 2004 fand am 15. Mai 2004 im Abdi İpekçi Sports Complex in Istanbul statt. Max trat zusammen mit einigen Mitgliedern der Band heavytones auf und präsentierte einen Teil des Liedes in Türkisch und den Rest in Englisch. Der Auftritt von Max war nicht besonders spekatulär, er saß auf einem Barhocker mit geschlossenen Augen und sang sein Lied. Das brachte Kommentator Peter Urban zu folgender Aussage: 

„Mach bitte einmal beim Singen die Augen auf!“

Bei einem Interview mit Sertab Erener witzelte Stefan Raab, dass er dieses Lied nur für sie geschrieben hätte. Das Lied erreichte mit insgesamt 93 Punkten den 8. Platz des ESC.
|             | Verteilte Punkte | Verteilte Punkte | Verteilte Punkte | Verteilte Punkte | Verteilte Punkte | Verteilte Punkte | Verteilte Punkte | Verteilte Punkte | Verteilte Punkte | Verteilte Punkte | Verteilte Punkte | Verteilte Punkte | Verteilte Punkte | Verteilte Punkte | Verteilte Punkte | Verteilte Punkte | Verteilte Punkte | Verteilte Punkte | Verteilte Punkte | Verteilte Punkte | Verteilte Punkte | Verteilte Punkte | Verteilte Punkte | Verteilte Punkte | Verteilte Punkte | Verteilte Punkte | Verteilte Punkte | Verteilte Punkte | Verteilte Punkte | Verteilte Punkte | Verteilte Punkte | Verteilte Punkte | Verteilte Punkte | Verteilte Punkte | Verteilte Punkte | Verteilte Punkte | Verteilte Punkte |
| ----------- | ---------------- | ---------------- | ---------------- | ---------------- | ---------------- | ---------------- | ---------------- | ---------------- | ---------------- | ---------------- | ---------------- | ---------------- | ---------------- | ---------------- | ---------------- | ---------------- | ---------------- | ---------------- | ---------------- | ---------------- | ---------------- | ---------------- | ---------------- | ---------------- | ---------------- | ---------------- | ---------------- | ---------------- | ---------------- | ---------------- | ---------------- | ---------------- | ---------------- | ---------------- | ---------------- | ---------------- | ---------------- |
| AD          | AL               | AT               | BA               | BE               | BY               | CH               | CS               | CY               | DE               | DK               | EE               | ES               | FI               | FR               | GB               | GR               | HR               | IE               | IL               | IS               | LT               | LV               | MC               | MK               | MT               | NL               | NO               | PL               | PT               | RO               | RU               | SE               | SI               | TR               | UA               | Gesamt           |                  |
| Deutschland | –                | 2                | 10               | 3                | –                | –                | 10               | –                | –                |                  | –                | 2                | 12               | –                | 7                | 4                | –                | 1                | 4                | –                | –                | 1                | –                | 7                | –                | –                | 3                | 1                | 6                | 8                | 4                | –                | –                | 3                | 5                | –                | 93               |

## Chartplatzierungen
| ChartsChartplatzierungen | Höchstplatzierung | Wochen |
| ------------------------ | ----------------- | ------ |
| Deutschland (GfK)        | 1 (18 Wo.)        | 18     |
| Österreich (Ö3)          | 2 (24 Wo.)        | 24     |
| Schweiz (IFPI)           | 4 (18 Wo.)        | 18     |

## Auszeichnungen für Musikverkäufe
| Land/Region        | Auszeichnungen für Musikverkäufe (Land/Region, Auszeichnung, Verkäufe) | Verkäufe |
| ------------------ | ---------------------------------------------------------------------- | -------- |
| Deutschland (BVMI) | Platin                                                                 | 300.000  |
| Insgesamt          | 1× Platin ·                                                            | 300.000  |

## Titelliste
Am 8. März 2004 erschien eine CD mit der Radioversion, einer Remixversion, des Instrumentals und einer Live-Version von Can’t Wait Until Tonight. Produzent und Texter war Stefan Raab.
Can’t Wait Until Tonight
| #  | Titel                                        | Länge |
| -- | -------------------------------------------- | ----- |
| 1. | Can’t Wait Until Tonight (Radio Version)     | 3:04  |
| 2. | Can’t Wait Until Tonight (Dry Wurlitzer Mix) | 2:54  |
| 3. | Can’t Wait Until Tonight (Instrumental)      | 3:04  |
| 4. | Can’t Wait Until Tonight (Live Version)      | 3:08  |

## Coverversionen
Der deutsche Sänger Hubertus von Garnier nahm auf Grundlage der Musik von Stefan Raab eine Coverversion des Titels auf. Am 17. Februar 2012 veröffentlichte er seinen Titel Frag Nicht (Can’t Wait Until Tonight). Den Text schrieb Mareike Neumayer.